# St. Nicolai (Krimderode)

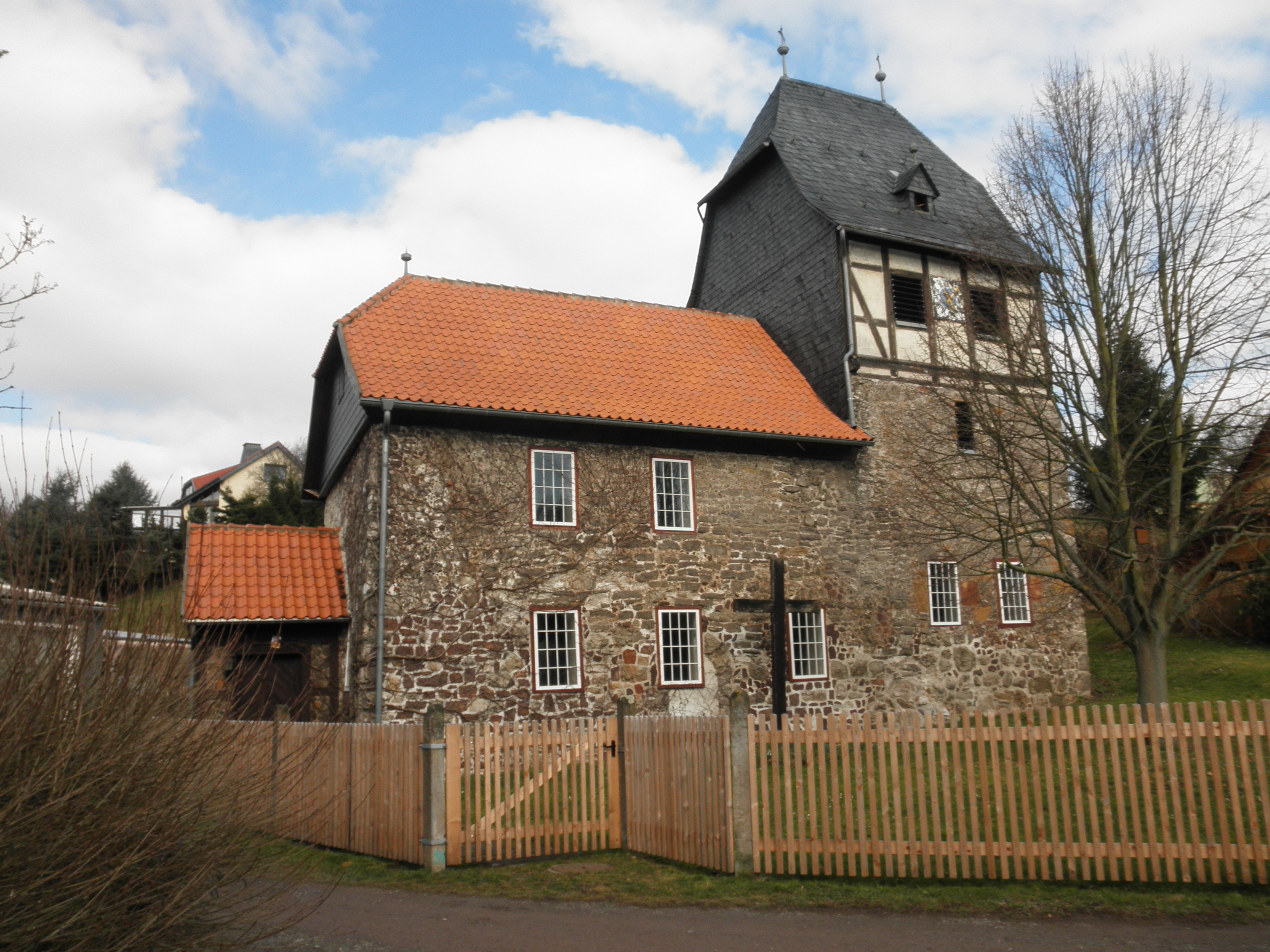
Kirche St. Nicolai

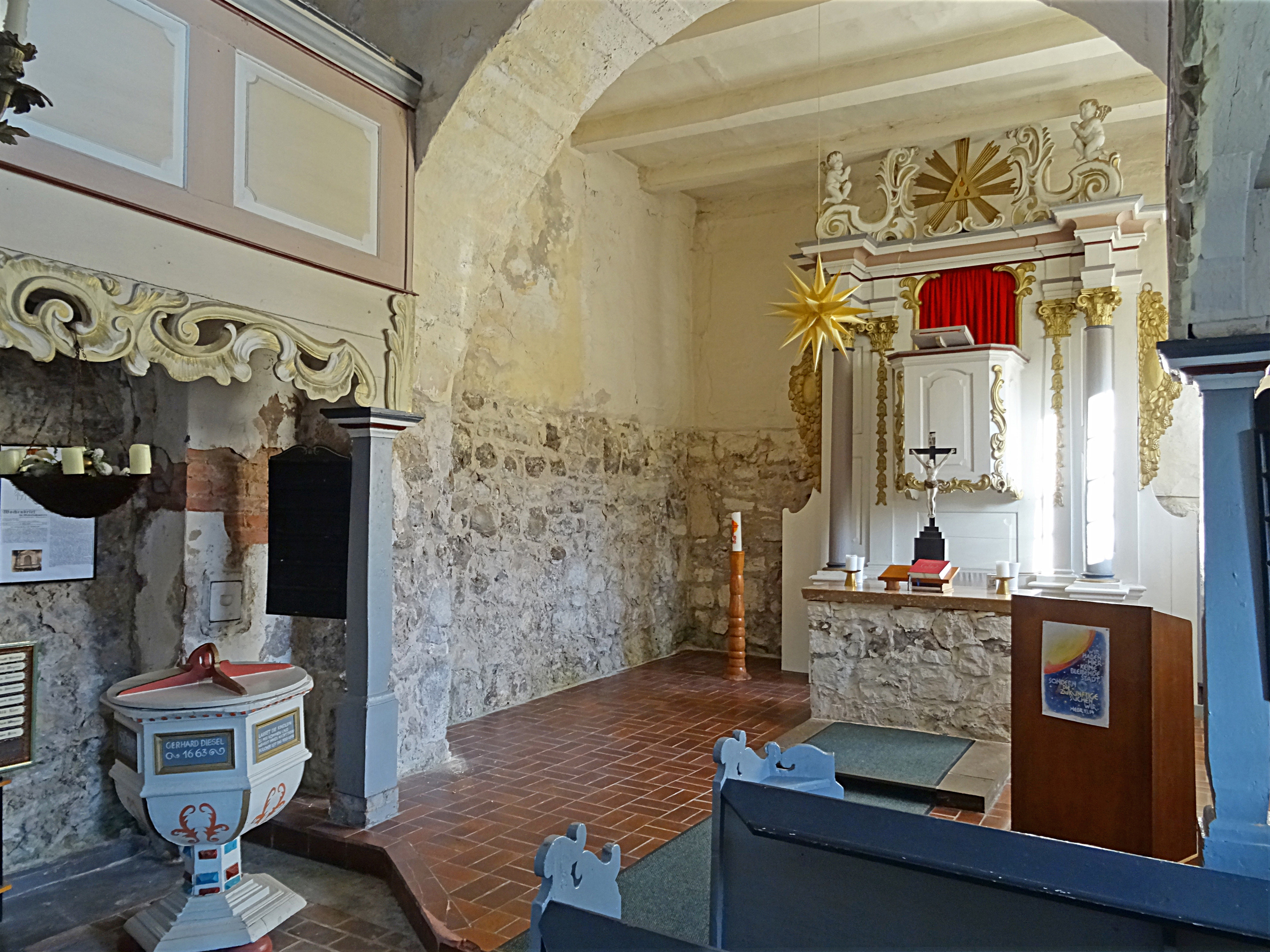
Taufstein und Chor

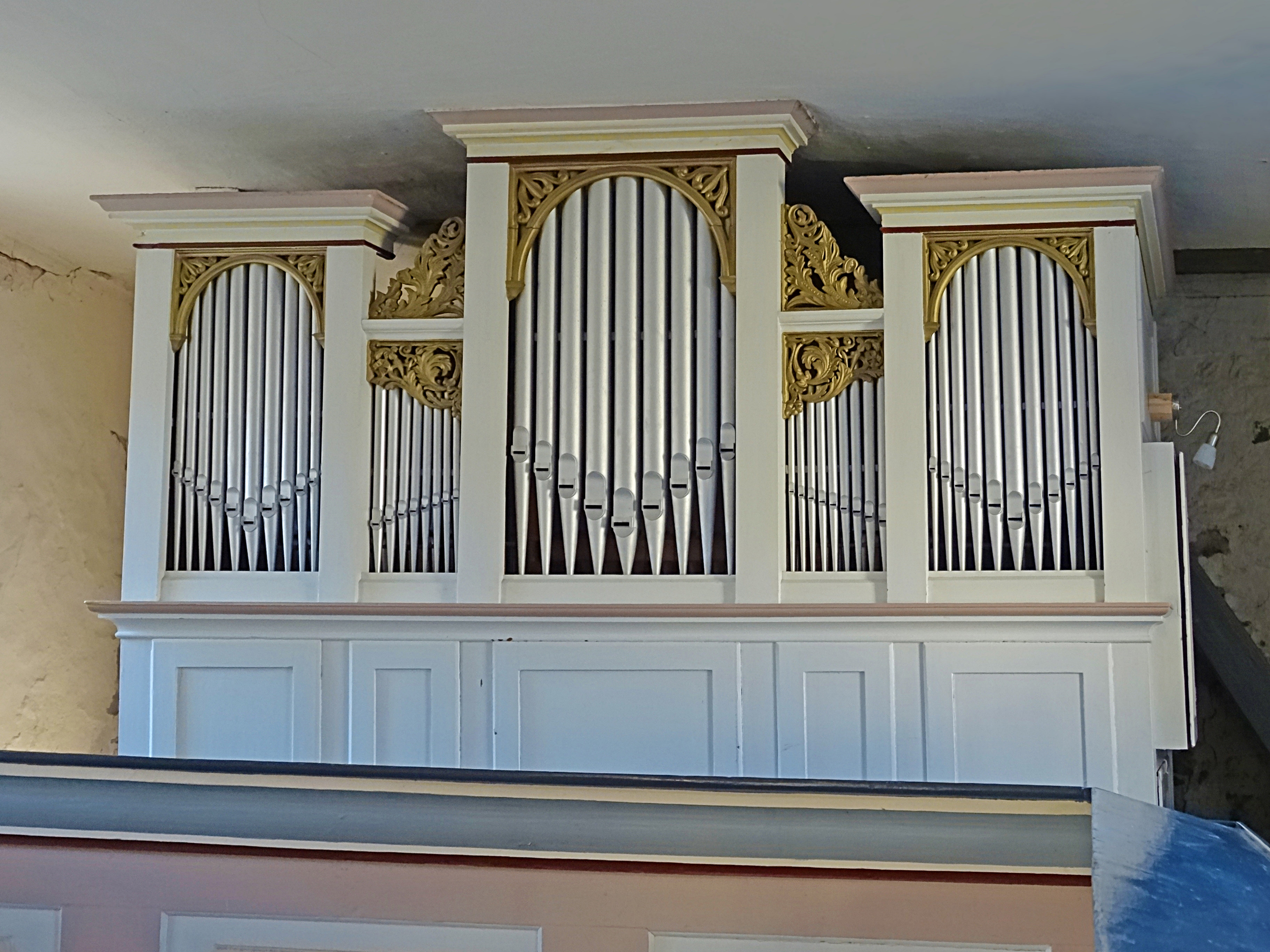
Die Orgel

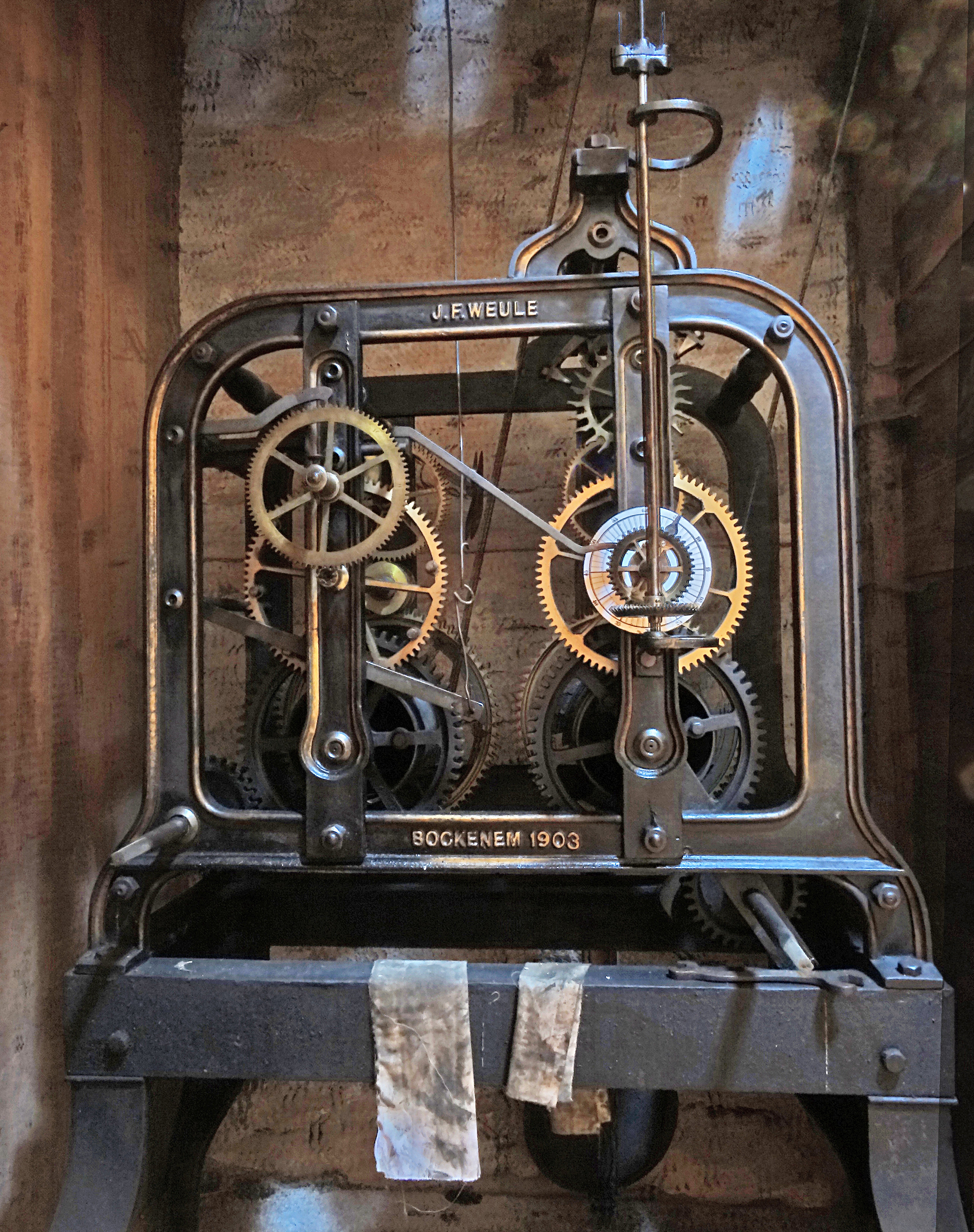
Turmuhr von J. F. Weule

Die evangelisch-lutherische Kirche St. Nicolai steht im Stadtteil Krimderode der Stadt Nordhausen im Landkreis Nordhausen in Thüringen.

## Geschichte
Der mit Steinen aus der Umgebung aufgebaute, an der Ostseite des Gotteshauses stehende Kirchturm besitzt als Obergeschoss Fachwerk, das 1580 errichtet wurde. An der Südseite befinden sich zwei Schallluken, dazwischen ist das Zifferblatt der Turmuhr angebracht. Das Turmdach und Reste der Wand sind mit Schiefer gedeckt.
Im unteren Turmsockel befand sich einst eine Gruft. Der im Turmsockel untergebrachte Altarraum ist verputzt.
Der Vorbau zum Kirchenschiff stammt aus dem 18. oder 19. Jahrhundert. An der Südseite des Gebäudes steht ein Schwarzes Eichenkreuz zur Andacht an die Gefallenen Väter und Söhne im Zweiten Weltkrieg.
Der Grundriss des Kirchenschiffes ist mit 9 mal 7,5 Meter angegeben. Das Dach ist mit Hohlpfannen belegt.
Über der westlichen Eingangstür ist die Jahreszahl 1765 eingemeißelt. Das Kirchengestühl steht links und rechts des Mittelgangs.
Die Orgel auf der Westempore wurde 1874 von Jacob Vogt aus Corbach ursprünglich für die katholische Gemeinde in Wilnsdorf (Westfalen) gebaut. R. Knauf nahm die Orgel für einen Neubau in Zahlung und baute sie 1892 in die Nicolaikirche ein. 1917 mussten einige Prospektpfeifen für Kriegszwecke abgeliefert werden. 1935 wurde ein elektrisches Gebläse zur Bedienung der Orgel eingebaut.
Die original erhaltene und voll funktionstüchtige Turmuhr wurde 1903 von J.F.Weule aus Bockenem gebaut.
Vier Bronzeglocken hängen in einem Stahlglockenstuhl.
2006 erfolgte die Sanierung des Kirchendaches.
Um 1950 ließ der damalige Pfarrer vor der Kirche ein hohes christliches Kreuz im Gedenken an die Gefallenen und Vermissten im Zweiten Weltkrieg aufrichten. Denkmäler, schon gar mit Namenstafeln, waren zur Zeit von SBZ und DDR nicht erlaubt.